# 해류 속의 섬들
《해류 속의 섬들》(Islands in the Stream)은 어니스트 헤밍웨이 사후에 처음 출간된 장편 소설이다. 1970년 찰스 스크리브너스를 통하여 출간되었다. 헤밍웨이는 1950년에 첫 집필을 시작하여 1951년까지 내용을 크게 발전시켰다. 미망인 메리 헤밍웨이가 남편이 생전에 남긴 332편의 작품 중 하나로 이 작품을 발견하였다.
이 소설은 주인공 토머스 허드슨의 삶을 세 개의 이야기를 통해 여러 단계로 나누어서 묘사한다. ‘비미니 제도’(Bimini), ‘쿠바’(Cuba), ‘바다에서’(At Sea)의 3부로 구성되어 있다.

## 배경
바다 3부작의 원래 제목은 ‘어릴 때의 바다’(The Sea When Young), ‘부재 시의 바다’(The Sea When Absent), ‘존재의 바다’(The Sea in Being)였으며, 해밍웨이는 ‘바다 추격’(Sea-Chase)이라는 이름의 미공개된 이야기도 함께 집필하였다. 메리 헤밍웨이와 편집자들은 이들 이야기를 합쳐 《해류 속의 섬들》이라는 이름으로 바꿔 출간하게 된다.

## 영화화
1977년에는 동명의 영화로 영화화되었으며, 대한민국에는 《바하마의 별》이라는 이름으로 개봉하였다. 프랭클린 J. 섀프너 감독, 조지 C. 스콧, 하트 보크너 등이 출연하였다.

## 한국어판 출판 내역
다음은 《해류 속의 섬들》의 한국어판 출판 내역이다. 미국소설학회의 표준 번역명은 《멕시코만류의 섬들》이나 해당 명칭으로 실제 출간되지는 않았다.
- 《海流속의 섬들》. 번역 조순환. 현암사. 1970/1971.
- 《海流속의 섬들》. 번역 김용권. 대양서적. 1973.
- 《해류 속의 섬들》. 번역 이동훈. 고유명사. 2022. ISBN 9791197727337.

## 참고 문헌
- Baker, Carlos (1972). Hemingway: The Writer as Artist (영어). Princeton: Princeton UP. ISBN 978-0-691-01305-3.
- 이봉환; 변문균 (2015). “김병철의 헤밍웨이소설 번역작업의 자구 해석적 등가성의 한계”. 《현대영미어문학》 (현대영미어문학회) 33 (3).
- “헤밍웨이 작품명 번역 통일안”. 미국소설학회. 2023년 3월 4일에 확인함.